# Бессала, Молло
Ги Мерле́н Молло́ Бессала́ (фр. Guy Merlin Mollo Bessala; род. 10 октября 2003, Яунде) — камерунский футболист, нападающий клуба ЛНЗ. Выступает на правах аренды в клубе «Шериф».

## Карьера

### «ФКИ Левадия»
Воспитанник камерунской Спортивной академии Каджи. В марте 2023 года перешёл в эстонский клуб «ФКИ Левадия», с которым подписал двухлетний контракт. Дебютировал за клуб 5 марта 2023 года в матче против клуба «Вапрус», выйдя на поле в стартовом составе. В следующем матче 15 марта 2023 года против клуба «Таммека» отличился дебютным забитым голом. В матче 15 апреля 2023 года против клуба «Харью» отличился забитым дублем. Очередным забитым голом за клуб отличился 1 июля 2023 года в матче против клуба «Нарва-Транс». В июле 2023 года вместе с клубом отправился на квалификационные матчи Лиги конференций УЕФА. Первый матч в рамках еврокубкового турнира сыграл 13 июля 2023 года против словацкой «Жилины». В ответном матче 20 июля 2023 года отличился результативной передачей, однако словацкая «Жилина» по сумме встреч оказалась сильнее и прошла в следующий квалификационный раунд. На протяжении сезона был одним из ключевых игроков клуба, вместе с которым стал серебряным призёром чемпионата, отличившись 13 забитыми голами и 2 результативными передачами во всех турнирах.

### ЛНЗ

#### Первые сезоны
В январе 2024 года перешёл в украинский клуб ЛНЗ, подписав трёхлетний контракт, сумма трансфера которого составила порядка 300 тысяч евро, став первым в истории клуба легионером. Дебютировал за клуб 23 февраля 2024 года в матче против «Кривбасса», выйдя на замену на 57 минуте. По итогу дебютного сезона вместе с клубом завершили чемпионат на итоговом седьмом месте. Первым результативным действием за клуб отличился 26 августа 2024 года в матче против львовского клуба «Карпаты», отдав голевую передачу. Дебютным забитым голом за клуб отличился 4 ноября 2024 года в матче против луганской «Зари». На протяжении сезона выступал за клуб в роли одного из основных игроков, чередуя матчи в стартовом составе и выходя на поле со скамейки запасных, отличившись забитым голом и 2 результативными передачами. По итогу сезона вместе с клубом в чемпионате остановились на итоговой двенадцатой строчке в турнирной таблице.

#### Аренда в «Шериф»
В июне 2025 года на правах арендного соглашения присоединился к молдавскому клубу «Шериф», соглашение с которым рассчитано до конца сезона. Дебютировал за клуб 22 июня 2025 года в матче против кишинёвского клуба «Политехника УТМ», выйдя на поле в стартовом составе.  В июле 2025 года вместе с клубом отправился на квалификационные матчи Лиги Европы УЕФА. Первый матч в рамках еврокубкового турнира сыграл 10 июля 2025 года против косовской «Приштины», выйдя на замену на 91 минуте.